# سیارک ۴۷۹۸
سیارک ۴۷۹۸ (به انگلیسی: 4798 Mercator، نامگذاری:1989SU1) چهار هزار و هفتصد و نود و هشتمین سیارک کشف شده‌است که در ۲۶ سپتامبر ۱۹۸۹ کشف شد.
قدر مطلق سیارک برابر ۱۳٫۴۰ است.